# Nicole Grether
Nicole Grether (* 17. Oktober 1974 in Schopfheim, Deutschland) ist eine ehemalige deutsche Badmintonspielerin, die am Ende ihrer aktiven Karriere für Kanada startete.

## Sportliche Karriere
Nicole Grether begann im Alter von acht Jahren Badminton zu spielen. Ihr damaliger Sportlehrer, der Badmintontrainer Hans-Georg Kolodziej, erkannte schnell ihr Talent. 1988 wurde sie das erste Mal Deutsche Schülermeisterin im Dameneinzel. Im Zeitraum 1982 bis 1992 spielte sie für die TSG Schopfheim und den BC Brombach. 1992 erfolgte ein Umzug nach Saarbrücken. Am dortigen Olympiastützpunkt und Bundesstützpunkt für Badminton wurde das Training fortgeführt. Auch erfolgte ein Vereinswechsel zum SSV Heiligenwald, für den Grether von der Saison 1992/93 bis in die Saison 1995/96 in der 1. Bundesliga Badminton spielte. 1993 erfolgte der erste Einsatz in der deutschen A-Nationalmannschaft.
1994 bis 1997 war Grether in der Sportfördergruppe Bexbach bei der Bundeswehr. Anschließend erfolgte von 1997 bis 2001 eine Ausbildung zur Reisekauffrau in Berlin. Der nächste Verein, für den sie zum Einsatz kam, war SC Bayer 05 Uerdingen. Hier war sie von der Saison 1996/97 bis zum Rückzug des Vereins aus der Bundesliga in der Saison 2002/03 aktiv. Mit dieser Mannschaft wurde sie dreimal Deutsche Mannschaftsmeisterin. Seit Mai 2001 war Grether wieder bei der Bundeswehr, nun in der Sportfördergruppe Potsdam. Ab der Saison 2003/04 erfolgte dann der Einsatz für den Verein Empor Brandenburger Tor in Berlin. Zwischenzeitlich erfolgte im Mai 1997 ein Umzug nach Kleinmachnow. Anfangs trainierte Grether hier am Landesstützpunkt für Badminton in Berlin. Betreut wurde sie seit 1997 durch den Olympiastützpunkt Berlin. Ihr Trainer seit 1999 war der ehemaligen indonesische Spitzenspieler Bram Fernardin.
Im März 2003 erfolgte ein erneuter Wohnungswechsel nach Berlin. Seit Juli 2006 hatte sie einen Zweitwohnsitz in Mülheim an der Ruhr und trainierte auch dort. Sie teilte sich dort eine Wohnung mit Jugend-Europameisterin Janet Köhler. Außerdem ist sie deutsche Rekordnationalspielerin mit 121 Einsätzen in 106 Länderspielen (Stand 4/2022).
Bei den Norwegian International zog sie sich am 17. November 2007 im Viertelfinale des Damendoppels einen Abriss der Achillessehne zu, die sie zu einer mehrmonatigen Pause zwang. Nach einem erneuten Abriss der Achillessehne im Dezember 2007 begann Nicole im Januar 2008 mit der ReHa.
Bei dem am 10. Juni 2008 begonnenen Singapur Open war Nicole Grether nach ihrer Achillessehnenverletzung erstmals wieder aktiv. Im Einzel qualifizierte sie sich für das Hauptfeld und im Damendoppel zusammen mit der kanadischen Spielerin Charmaine Reid.
Im Umfeld der deutschen Badmintonmeisterschaften 2011 wurde bekannt, dass Nicole Grether den Deutschen Badminton-Verband um Freigabe gebeten hat, um zukünftig für Kanada Turniere zu spielen. Im Rahmen dieser Veranstaltung sagte sie auch, dass sie ihren deutschen Pass nicht abgeben wird. Diese Freigabe wurde ihr laut Martin Kranitz, DBV-Sportdirektor, erteilt. Durch die doppelte Staatsbürgerschaft war jedoch eine Olympiateilnahme 2012 nicht möglich. Im genannten Jahr siegte sie bei den Brazil International und den Carebaco International, 2013 erneut bei den Brazil International sowie den Tahiti International. In den beiden Jahren gewann sie auch die Boston Open, wo es 2014 und 2015 ebenso zu Podestplätzen reichte. 2015 verabschiedete sie sich bei den Peru International von der internationalen Bühne. Danach widmete sie sich, wieder zurück in Deutschland, ihrer Firma Nicole Grether Sports.

## Partner
Nicole Grether hat bei internationalen Veranstaltungen mit folgenden Partnern in den Doppeldisziplinen gespielt.

### Gemischtes Doppel
| Name         | Nationalität | Jahr(e) |
| ------------ | ------------ | ------- |
| Tim Dettmann | Deutschland  | 2012    |

### Damendoppel
| Name           | Nationalität | Jahr(e)   |
| -------------- | ------------ | --------- |
| Juliane Schenk | Deutschland  | 2005–2007 |
| Charmaine Reid | Kanada       | 2008–2015 |

## Sportliche Erfolge
- 1988: Deutsche Schüler-Meisterin im Dameneinzel U14
- 1989: Deutsche Schüler-Meisterin im Dameneinzel U14; Deutsche Schüler-Meisterin im Damendoppel U14
- 1990: Deutsche Jugend-Meisterin im Dameneinzel U16
- 1991 Deutsche Jugend-Meisterin im Damendoppel U16; Teilnahme an den Jugendweltmeisterschaften in Jakarta/Indonesien
- 1992 Siegerin des Slazenger-Turniers U18 in Wimbledon; Deutsche Jugend-Meisterin im Damendoppel U18; Deutsche Junioren-Meisterin 1992 im Dameneinzel; Teilnahme an den Jugendweltmeisterschaften in Jakarta/Indonesien
- 1993 Deutsche Jugend-Meisterin im Dameneinzel U18; Bronzemedaille Jugend-EM im Damendoppel U18; Deutsche Meisterin im Damendoppel; Teilnahme an der Weltmeisterschaft in Birmingham/England
- 1995 Deutsche Junioren-Meisterin im Dameneinzel; Deutsche Junioren-Meisterin im Damendoppel; Deutsche Vizemeisterin im Damendoppel; Deutscher Mannschafts-Vizemeister mit dem SSV Heiligenwald; Teilnahme an der Weltmeisterschaft in Lausanne/Schweiz
- 1996 Deutsche Junioren-Meisterin im Dameneinzel; Deutsche Junioren-Meisterin im Damendoppel; Deutscher Mannschaftsmeister mit dem SSV Heiligenwald
- 1997 Deutsche Meisterin im Dameneinzel
- 1998 Deutsche Vizemeisterin im Damendoppel; EBU-Sieg im Dameneinzel in La Chaux-de-Fonds; German-Masters-Siegerin im Dameneinzel; 5. Platz mit der Mannschaft bei den Europameisterschaften in Sofia/Bulgarien; EBU-Sieg im Dameneinzel in Straßburg; Deutscher Mannschaftsmeister mit dem SC Bayer 05 Uerdingen
- 1999 Deutsche Meisterin im Damendoppel; 11. Platz mit der Mannschaft bei der Weltmeisterschaft in Kopenhagen
- 2000 5. Platz mit der Mannschaft bei den Europameisterschaften; 5. Platz im Doppel bei den Europameisterschaften; 11. Rang in der Weltrangliste im Damendoppel; 9. Platz bei den Olympischen Sommerspielen in Sydney im Dameneinzel; 9. Platz bei den Olympischen Sommerspielen in Sydney im Damendoppel
- 2001 Deutsche Meisterin im Dameneinzel; Deutsche Meisterin im Damendoppel; 5. Platz All England im Damendoppel; 10. Platz mit der Mannschaft bei den Weltmeisterschaften in Sevilla/Spanien; 3. Platz German Open im Damendoppel; 3. Platz Denmark Open im Damendoppel; Rang 6 in der Weltrangliste im Damendoppel
- 2002 3. Platz Portugal Open im Damendoppel; Deutsche Meisterin im Damendoppel; Deutsche Vizemeisterin im Dameneinzel; 2. Platz mit der Frauenmannschaft beim Uber Cup; 5. Platz Swiss Open in Basel/Schweiz im Damendoppel; Bronzemedaille bei Europameisterschaft im Damendoppel; Deutscher Mannschaftsmeister mit SC Bayer 05 Uerdingen; 2. Platz Scottish Open im Damendoppel; 2. Platz Irish Open im Damendoppel
- 2003 Deutsche Vizemeisterin in Dameneinzel und Damendoppel; 9. Platz All-England Open im Dameneinzel; 12. Platz Mannschafts-WM (Sudirman-Cup); 3. Platz Korea Open im Damendoppel; Deutscher Mannschaftsmeister mit SC Bayer 05 Uerdingen; Siegerin Mauritius International im Damendoppel; 3. Platz Spanish International im Damendoppel; 3. Platz South Africa International im Damendoppel; 2. Platz Scottish Open im Damendoppel; Siegerin Bitburger Open im Damendoppel; Siegerin Irish Open im Damendoppel; 3. Platz Irish Open im Dameneinzel
- 2004 3. Platz Portugal Open im Dameneinzel u. Damendoppel; Deutsche Meisterin im Damendoppel; 2. Platz mit der (Frauen-)Mannschaft beim Thomas-/Uber Cup; 5. Platz All England Open im Damendoppel; 3. Platz Dutch International im Damendoppel; 5. Platz Japan Open im Dameneinzel; Bronzemedaille bei Europameisterschaft im Doppel; Bronzemedaille bei Europameisterschaft mit der Mannschaft; Achtelfinale bei den Olympischen Spielen in Athen im Damendoppel.
- 2005 Deutsche Meisterin im Damendoppel; Deutscher Mannschafts-Vizemeister mit SG EBT Berlin; 5. Platz Thailand Open im Damendoppel; Siegerin Dutch International im Damendoppel; Siegerin Belgian International im Damendoppel; 3. Platz Greece Open im Damendoppel; Siegerin Bitburger Open im Damendoppel; Siegerin Norwegian International im Damendoppel
- 2006 Deutsche Meisterin im Damendoppel; EM-Bronzemedaille mit der (Frauen-)Mannschaft; Siegerin Dutch International im Damen-Doppel; Silbermedaille bei Europameisterschaft im Damendoppel; Deutscher Mannschafts-Vizemeister mit SG EBT Berlin; WM-Bronzemedaille mit der Frauenmannschaft im Uber Cup
- 2007 Gemeinsam mit Juliane Schenk Deutsche Meisterin im Damendoppel, Sieg bei den Spanish Open (Level 4 – International Challenge) im Damendoppel mit Juliane Schenk
- 2008 Viertelfinale Dameneinzel und Halbfinale mit Charmaine Reid im Damendoppel bei den US Open,
- 2010 Siegerin mit Charmaine Reid im Damendoppel bei den Peru International
- 2012 Siegerin Dameneinzel und im Damendoppel mit Charmaine Reid bei der Carebaco-Meisterschaft
- 2012 Siegerin im Dameneinzel bei den Brazil International
- 2013 Siegerin Damendoppel mit Charmaine Reid bei den Boston Open